# 言語行為理論
言語行為理論（speech act theory）是由英國哲學家約翰·奧斯丁於1962年#註1提出。這個理論認為，我們日常的對話可以分為六種話語區類型：
- 命令
- 要求
- 祝願 / 致歉
- 詢問 / 祈使
- 邀請
- 感歎

利用這種分類，有利於學習，而這種好處並不單單局限於第二語言的學習。
香港作家畢華流先生曾就這個理論，在他的作品《頑皮教室》裡用“下課了”這三個字來“說明”：在不同的場合下，同一句句子可以有不同的意思，並符合上述的六種話語分類。

## 例子
- 透过说，「小心！地滑」，瑪莉做出提醒彼得要當心的言語行為。
- 透过说，「我會盡我所能，在家裡吃晚飯。」，彼得做出承諾在家裡吃晚飯的言語行為。
- 透过说，「各位先生女士，請您們留心喔！」，瑪莉請求聽眾安靜。
- 透过说，「和我比一下！目的地是那座建築物。」，彼得向瑪莉下戰書。

## 外部連結
- Speech Acts entry from Routledge Encyclopedia of Philosophy, by Kent Bach （页面存档备份，存于）
- Barry Smith, Towards a History of Speech Act Theory （页面存档备份，存于）
- Foundation for Intelligent Physical Agents （页面存档备份，存于）
- Speech Acts （页面存档备份，存于）. Mitchell Green, in the Stanford Encyclopedia of Philosophy
- Strategies for Learning Speech Acts in Japanese by Noriko Ishihara
- Moumni, Hassan (2005). Politeness in Parliamentary Discourse : A Comparative Pragmatic Study of British and Moroccan MPs’ Speech Acts at Question Time.  Unpub. Ph.D. Thesis.  Mohammed V University, Rabat, Morocco.